# Tommaso Catani

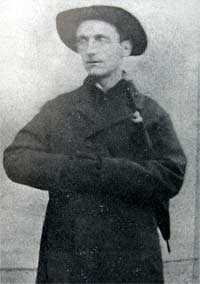
Tommaso catani

Tommaso Catani (Firenze, 7 dicembre 1858 – 1º giugno 1925) è stato un presbitero e scrittore italiano.

## Amico di Collodi
Nel 1880 si laureò a Firenze presso la Facoltà di Scienze Naturali, poi divenne sacerdote ed entrò nell'Ordine dei Padri Scolopi di questa città, presso i quali aveva fatto i suoi studi. Insegnò nelle scuole elementari e nei licei. Fu amico di Carlo Collodi,e da quest'ultimo trasse l'ispirazione per scrivere Pinocchio nella luna - con illustrazioni di C.Sarri (1924) e Pinocchio nel sole, ancora inedito.

## Oltre la letteratura per ragazzi
Catani è ricordato soprattutto per i le opere per ragazzi e i testi per la lettura nella scuola elementare, ma scrisse anche libri di scienze zoologiche e botaniche, una Piccola guida della Badia Fiesolana nel 1918, Al paese verde - passeggiate alpine (libro con illustrazioni di G.Ducci, edito da Bemporad nel 1897), Le isole dell'Arcipelago Toscano, viaggio di Pirro Colpodivento con disegni di C.Chiostri (1898), San Giovanni della Croce (1542-1591), con zincografia, Vita di Gesù, con copertina disegnata da Carlo Chiostri, Il canneto - memorie di un prete (1912), La signorina S. (1913), Grandi italiani (1906), Lucia(1905) con copertina disegnata da C.Chiostri. Fondò il quindicinale Il granello di pepe sul quale pubblicò a puntate il romanzo Il padre Ortensio e Il signor T., fucilate d'acqua di rose.

## Libri di lettura per la scuola elementare
In cerca di cavallette (1884) seconda edizione, con vignette di Enrico Mazzanti; I primi passi d'Ugo (1885), libro di lettura per la seconda classe elementare, quarta edizione, con vignette di E.Mazzanti; Ugo e Paolino (1888 e 1906), con vignette di C,Chiostri, E.Mazzanti e G.Ducci; Ugo e Truffolino, libro di lettura per la terza classe elementare - Terza edizione, con vignette di E. Mazzanti e G.Ducci; Ugo e Beppino(1890); Al paese dei canarini (1894), seconda edizione, con vignette di G.Ducci; Rina, seconda edizione, con vignette di G.Ducci; Un amico dei ragazzi (1897), con vignette di C.Chiostri; Il ragazzo brutto, seconda edizione; Barabbino, avventure di due scarabei, con vignette di C,Chiostri (1900); Il cavalier Mirtillo, séguito a Barabbino, con vignette di C.Chiostri; Come fu troato Barabbino, séguito a "Il cavalier Mirtillo", con vignette di C.Chiostri; I santi dell'Italia: racconti per la scuola elementare, (1924); Casa mia...casa mia (1926), storia di un piccolo emigrato.

## Gli animali
Nell'arco di tempo che va dal 1914 al 1924, Catani scrisse molti libri che si possono inserire nel ciclo romanzesco con animali. Alcuni di questi sono: Marchino, avventure di un asino; Uno sciopero nel pollaio; La congiura delle galline; Le avventure di due canini; La caccia al gatto rosso; Pazzerellina (1922); Il girasole azzurro; A spasso per il cielo (1922); Il capitano Cacino.

## Fisica e storia naturale
In "Ugo e Paolino" l'autore inserisce nozioni scientifiche per i ragazzi della quarta elementare, sotto il titolo "Per dividere il racconto". All'inizio del libro avverte che queste nozioni erano già state pubblicate separatamente, in collaborazione con G.Giovannozzi (a cui spetta la parte dei Minerali e della Fisica) in un libro intitolato: Nozioni di Fisica e Storia Naturale per la 4ª elementare - 3ª edizione, approvata dal Consiglio Scolastico, Firenze, Chiesi, 1893. Sempre in collaborazione col Giovannozzi, Catani pubblicò L'uomo e il suo mondo - nozioni di scienze naturali e fisiche, secondo gli ultimi programmi governativi, per le classi quinta e sesta elementari, parte prima, quinta elementare (con 200 vignette) - Firenze, R.Bemporad e Figlio Librai-Editori. Catani fu apprezzato per la sua immaginazione anche da Natalia Ginzburg, che paragonò la cattiva sorte a cui vanno incontro alcuni animali descritti dall'autore, alle disgrazie umane.

## Opere
- Ugo. I primi passi, Firenze, Tip. Calasanziana, 1885.
- Ugo e Truffolino, Firenze, Tip. Calasanziana, 1886.
- Ugo e Paolino, Firenze, Libr. Chiesi Edit. (Tip. Calasanziana), 1888.
- Ugo e Beppino, Firenze, Tip. Calasanziana, 1890.
- Al paese dei canarini, Firenze, R. Bemporad e Figlio Cessionari della Libr. Edit. Felice Paggi, 1894.
- Al paese verde. Libro per i ragazzi, con vignette di G. Ducci, Firenze, R. Bemporad e Figlio Cessionari della Libr. Edit. Felice Paggi, 1895.
- Rina. Libro per le giovinette, Firenze, R. Bemporad, 1896.
- Le isole dell'Arcipelago Toscano. Viaggio di Pirro Colpodivento, con disegni di C. Chiostri, Firenze, R. Bemporad e Figlio, 1898.
- Barabbino. Avventure di due scarabei, con vignette di C. Chiostri, Firenze, Bemporad & figlio, 1900.
- Il Cavalier Mirtillo, Firenze, Bemporad & figlio, 1902.
- Uno sciopero nel pollaio, Disegni di Carlo Chiostri, Firenze, A. Salani,  1914.
- Un amico dei ragazzi, seconda edizione, Firenze, Scuola Tip. Calasanziana, 1917.
- In cerca di cavallette, con disegni di E. Mazzanti, Firenze, Libreria Chiesi, [19..?]
- Pinocchio nella luna, con disegni di C. Sarri, Firenze, Bemporad, 1924